# Iryna Skripnik
Iryna Skripnik (belarussisch Ірына Скріпнік, * 26. Januar 1970 in Tula) ist eine ehemalige belarussische Skilangläuferin.

## Werdegang
Skripnik trat international erstmals in der Saison 1997/98 in Erscheinung. Bei den Olympischen Winterspielen 1998 in Nagano belegte sie jeweils den 55. Platz über 5 km klassisch und in der Verfolgung, den 47. Rang über 30 km Freistil und den 43. Platz über 15 km klassisch. Im folgenden Jahr lief sie bei den nordischen Skiweltmeisterschaften in Ramsau am Dachstein auf den 65. Platz über 5 km klassisch, auf den 49. Rang über 15 km Freistil und auf den 31. Platz über 30 km klassisch. Zudem errang sie dort zusammen mit Natalia Swirydowa, Alena Sinkewitsch und Ljudmila Karolik den 13. Platz in der Staffel. In der Saison 1999/2000 holte sie in Oslo mit dem 28. Platz im Sprint ihre einzigen Weltcuppunkte. Bei den nordischen Skiweltmeisterschaften 2001 in Lahti errang sie jeweils den 30. Platz über 10 km klassisch und 15 km klassisch und den 14. Platz mit der Staffel. Ihr letztes internationales Rennen absolvierte sie bei den Olympischen Winterspielen 2002 in Salt Lake City. Dort kam sie auf den 30. Platz über 30 km klassisch.

## Teilnahmen an Weltmeisterschaften und Olympischen Winterspielen

### Olympische Spiele
- 1998 Nagano: 43. Platz 15 km klassisch, 47. Platz 30 km Freistil, 55. Platz 10 km Verfolgung, 55. Platz 5 km klassisch
- 2002 Salt Lake City: 30. Platz 30 km klassisch

### Nordische Skiweltmeisterschaften
- 1999 Ramsau: 13. Platz Staffel, 31. Platz 30 km klassisch, 49. Platz 15 km Freistil, 65. Platz 5 km klassisch
- 2001 Lahti: 14. Platz Staffel, 30. Platz 10 km klassisch, 30. Platz 15 km klassisch